# Eva Roman
Eva Roman (* 1980 in Aachen) ist eine deutsche Schriftstellerin.

## Leben
Eva Roman wuchs in Augsburg auf und lebt und arbeitet heute in Berlin. Sie studierte Neue deutsche Literatur und Romanistik in Berlin, Kommunikationsdesign in Trier, Berlin und Paris und ist Absolventin des Deutschen Literaturinstituts in Leipzig.
Sie erhielt für ihre Prosa verschiedene Auszeichnungen, unter anderem wurde ihr beim Literaturpreis Wartholz 2009 der Publikumspreis zugesprochen, und ihre Arbeit wurde im Jahr 2016 mit dem Heinrich-Heine-Stipendium gewürdigt.
In ihren Texten verhandelt Eva Roman häufig persönliche Themen auf einfühlsame und bildhafte Weise. Ihr 2014 erschienenes Debüt Siebenbrunn, ein Roman, der vom Tod eines geliebten Menschen handelt, wurde im Deutschlandfunk von Michaela Schmitz als „poetischer Widerstand gegen das Vergessen“ beschrieben.
In ihrem jüngsten Roman, Pax, erzählt Eva Roman „sensibel und in klaren Bildern von Sorge und Fürsorge, Verantwortung, einem Coming Out und dem Westen der Bundesrepublik in den 1980er und 1990er Jahren“, so RBB Kultur.

## Werke (Auswahl)
- Pax (Roman). Wagenbach, Berlin 2020, ISBN 978-3-8031-3327-4.
- Siebenbrunn (Roman). Wagenbach, Berlin 2014, ISBN 978-3-8031-3262-8.